# Víctor Bafutto
Victor Clemente Bafutto (Brasilia, 14 de junio de 1998) es un baloncestista brasileño que juega como pívot para el Melilla Sport Capital Enrique Soler de la Liga LEB Plata. Mide 2,08 metros.

## Trayectoria deportiva
Nacido en Brasilia, es un jugador formado en Centro Educational Sigma de su ciudad natal, antes de ingresar en 2018 en la Universidad Mercer, situada en Macon, Georgia, donde jugaría durante cuatro temporadas la NCAA con los Mercer Bears, desde 2018 a 2022.
En la temporada 2022-23, formaría parte de la Universidad de Luisiana-Monroe, situada en la ciudad de Monroe, en Luisiana, con el que disputaría la NCAA con los Louisiana-Monroe Warhawks, donde promedia 7,6 puntos y 7,3 rebotes por encuentro.
El 19 de agosto de 2023, firma por el CB Clavijo de la Liga LEB Oro.
El 4 de enero de 2024, rescinde su contrato con CB Clavijo y firma por el Melilla Sport Capital Enrique Soler de la Liga LEB Plata por el resto de la temporada.

### Selección nacional
En 2016, disputó con la Selección de baloncesto de Brasil el Torneo FIBA Américas Championship en Valdivia, Chile.